# Albpetrol
Albpetrol Sh.A. è un'azienda pubblica albanese, interamente controllata dal Ministero delle infrastrutture e dell'energia, che gestisce la ricerca e l'estrazione del petrolio e del gas naturale in Albania.
Un tentativo di privatizzazione fu tentato senza successo tra il 2011 e il 2013 ma il governo albanese ritiene la cessione della proprietà della compagnia prioritaria per diversificare il mercato locale.